# Gunung Kaweng
Gunung Kaweng (indonesiska: Kuntung Kaweng) är ett berg i Indonesien.   Det ligger i provinsen Sulawesi Utara, i den nordöstra delen av landet, 2 200 km öster om huvudstaden Jakarta. Toppen på Gunung Kaweng är 986 meter över havet. Gunung Kaweng ligger vid sjön Danau Tondano.
Terrängen runt Gunung Kaweng är kuperad åt sydost, men åt nordväst är den platt.Runt Gunung Kaweng är det ganska tätbefolkat, med 149 invånare per kvadratkilometer. Närmaste större samhälle är Tondano, 16,6 km norr om Gunung Kaweng. I omgivningarna runt Gunung Kaweng växer i huvudsak städsegrön lövskog.